# 에인절 스타디움 오브 애너하임
에인절 스타디움 오브 애너하임(Angel Stadium of Anaheim)은 미국 캘리포니아주 애너하임에 위치한 로스앤젤레스 에인절스가 1966년 개장 이후 지금까지 사용하고 있는 야구장이다. 4만 5050명을 수용할 수 있다. 별명은 'The big A'이며, 과거에는 현재 세인트루이스에 있는 로스엔젤레스 램스가 사용한 적이 있었으며, 2006년 월드 베이스볼 클래식에서 펫코 파크와 함께 쓰이기도 한 야구장으로 알려져 있다. 이 구장은 홈런을 터뜨려서 홈을 밟게 되면 폭죽을 크게 터뜨린다.

## 갤러리

AngelStadiumDimensions
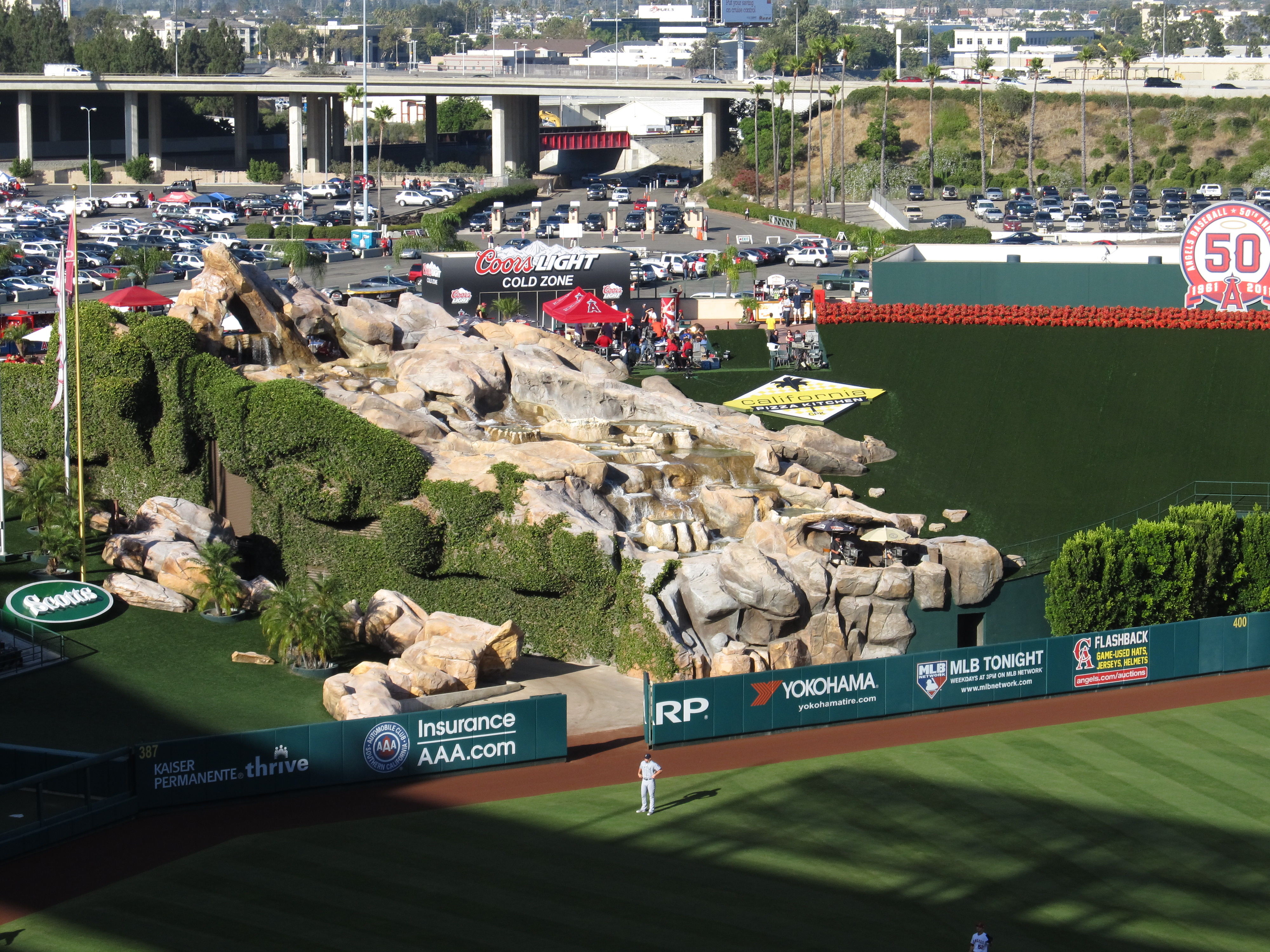
The centerfield rockpile, also known as the "California Spectacular"
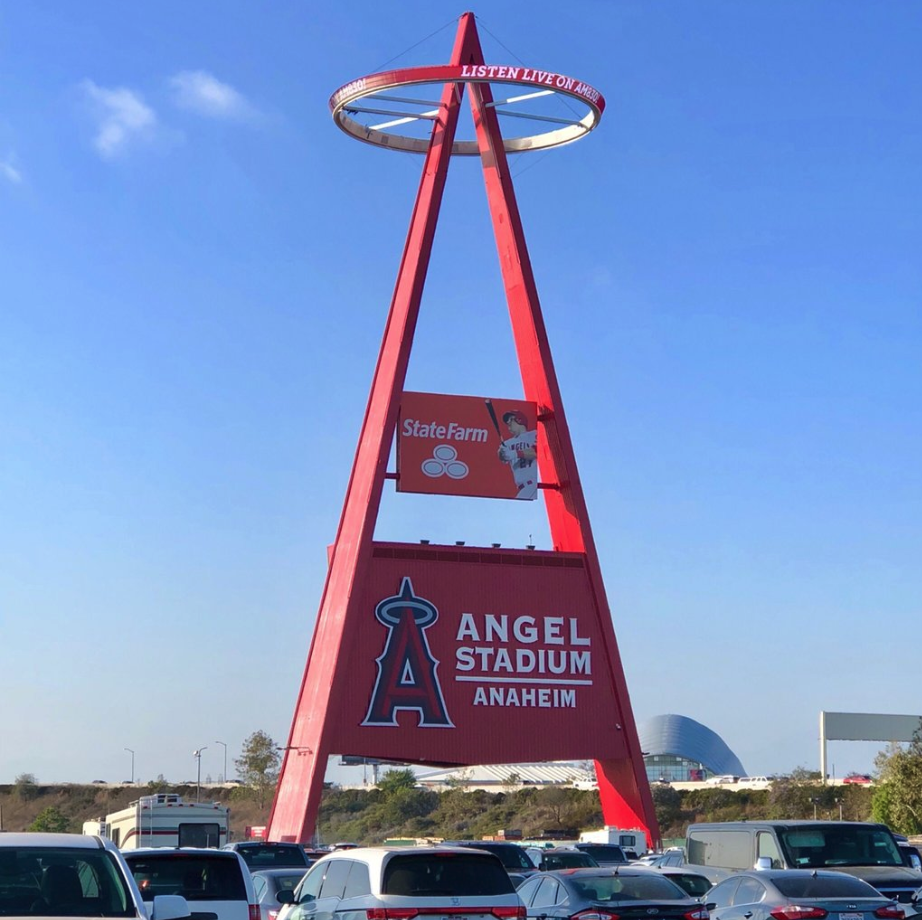
The Big A in 2018
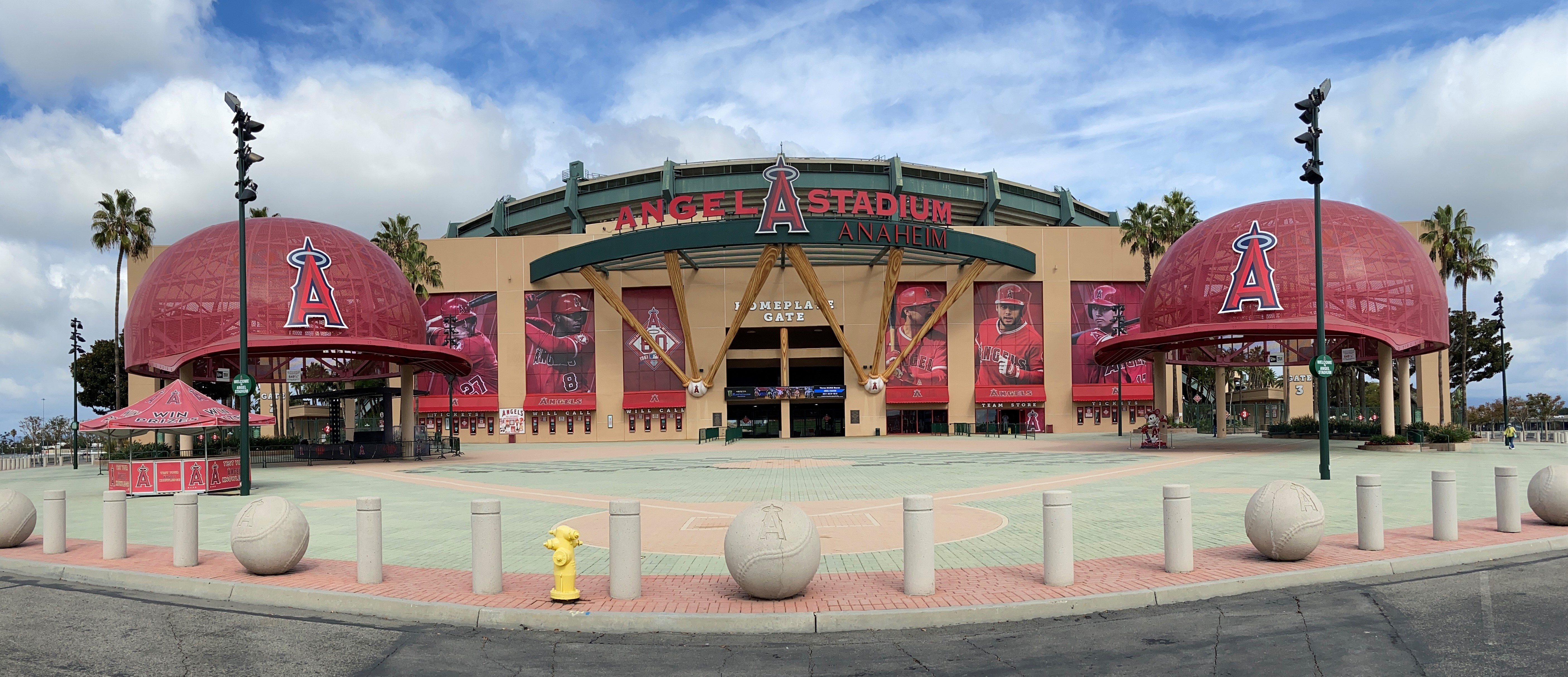
Angel Stadium's exterior
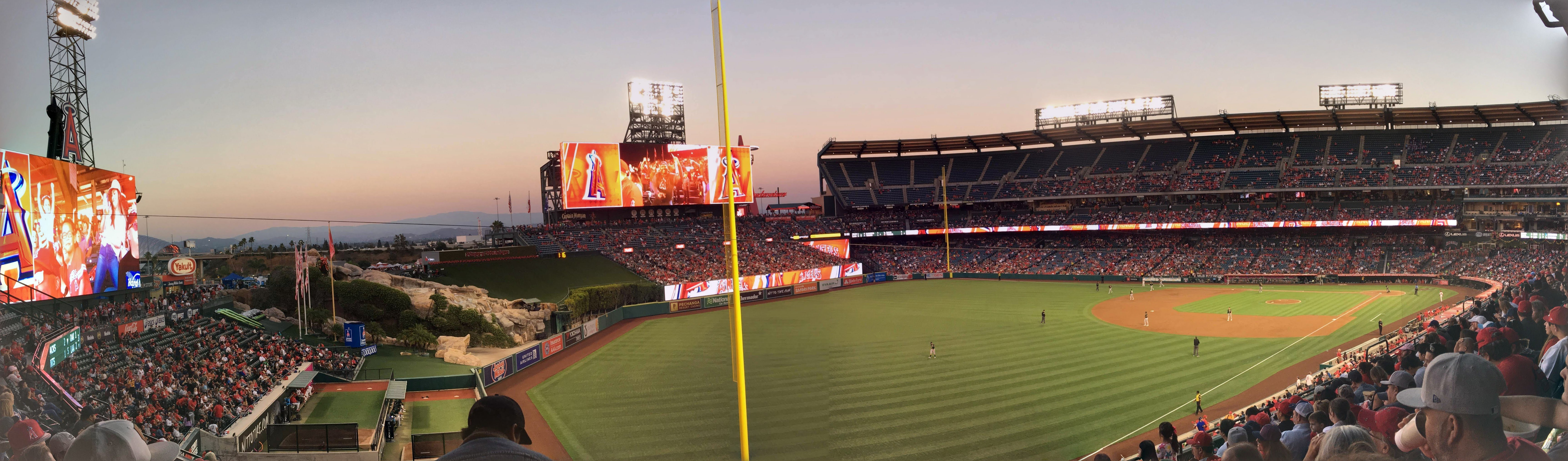
Angel Stadium in 2019
Angel Stadium - Schematic View
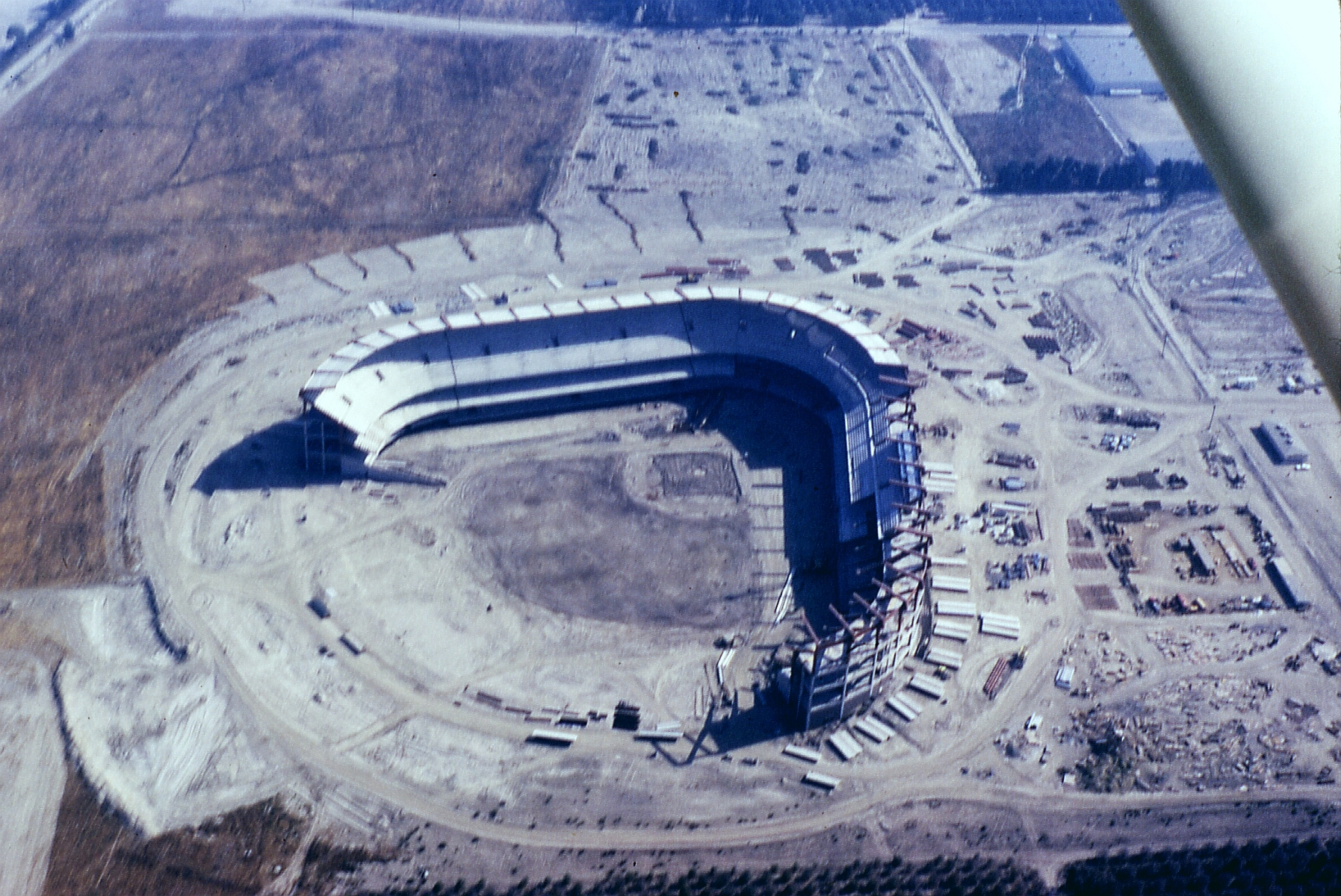
Anaheim Stadium under construction, May 1965